# Bukovik (Nova Varoš)
Bukovik (em cirílico: Буковик) é uma vila da Sérvia localizada no município de Nova Varoš, pertencente ao distrito de Zlatibor. A sua população era de 243 habitantes segundo o censo de 2011.

## Demografia
| 1948 | 1953 | 1961 | 1971 | 1981 | 1991 | 2002 | 2011 |
| ---- | ---- | ---- | ---- | ---- | ---- | ---- | ---- |
| 934  | 1032 | 969  | 791  | 575  | 384  | 311  | 243  |